# Thomas Pichlmann
Thomas Pichlmann (Vienna, 24 aprile 1981) è un giocatore di football americano ed ex calciatore austriaco, di ruolo attaccante, kicker dei Tirol Raiders e della nazionale di football americano dell'Austria.
È soprannominato l'Imperatore d'Austria.

## Caratteristiche tecniche
Attaccante di peso, bravo di testa e dotato di una buona tecnica individuale, che ricopre il ruolo di prima punta. Capace di far salire la squadra e di dare profondità alla manovra, è anche un abile rigorista.

## Carriera

### Calcio

#### Club

##### Gli inizi in Austria
Cresce calcisticamente nel Rapid Vienna. Esordisce in Bundesliga il 6 ottobre 1999 nell'incontro perso 1-0 contro lo Sturm Graz, subentrando al 35' della ripresa a Penksa.
La stagione seguente viene ceduto al First Vienna, in Erste Liga. Terminerà l'annata segnando 6 reti in 22 apparizioni.
In seguito passa prima al Leoben, e poi al Pasching. L'11 agosto 2005 debutta in Coppa UEFA nell'incontro disputato contro lo Zenit San Pietroburgo (2-2 il finale), valido per il secondo turno preliminare della competizione, giocando titolare.
La stagione seguente passa all'Austria Vienna. L'8 agosto 2006 esordisce in Champions League in Austria Vienna-Benfica (1-1), valevole per l'andata del preliminare del terzo turno, entrando a pochi minuti dal termine al posto di Lasnik. Chiude la stagione con 32 presenze e 5 reti complessive.

##### Grosseto
Il 9 gennaio 2008 si trasferisce in Italia al Grosseto, in Serie B, firmando un contratto di sei mesi. Esordisce in Serie B tre giorni dopo in Chievo-Grosseto (2-0), subentrando al 35' della ripresa al posto di Luigi Consonni. Segna il suo primo goal in biancorosso il 9 febbraio contro l'Albinoleffe (2-2 il finale), andando a segno con un colpo di testa. Chiude la stagione con 14 presenze e 3 reti. Il 12 giugno prolunga il suo contratto fino al 30 giugno 2010 con opzione per l'anno successivo.
La stagione successiva va a segno alla prima giornata di campionato nel derby vinto contro il Pisa (1-2). Si ripete la settimana seguente nel match interno vinto contro il Piacenza (3-0), rendendosi autore di una doppietta, siglando la seconda rete con una semirovesciata.
Conclude la stagione con 42 presenze e 12 reti, inclusa l'apparizione da titolare nella semifinale di andata vinta contro il Livorno (2-0), valevole per i play-off, uscendo al 35' della ripresa al posto di Alessandro Pellicori.

##### Verona
Il 31 agosto 2010 firma un contratto triennale con il Verona, in Lega Pro Prima Divisione. Va a segno il 4 settembre all'esordio nella trasferta vinta contro il Monza (1-5). Conclude la stagione con 29 presenze e 7 reti, contribuendo alla promozione in Serie B degli scaligeri.
Chiuso dagli altri attaccanti della rosa, esordisce in campionato il 21 ottobre contro la Nocerina, subentrando nei minuti finali al posto di Russo. Segna la sua prima rete in campionato il 1º novembre contro il Brescia, andando a segno con un sinistro a giro dal limite dell'area che si infila all'incrocio dei pali. L'8 novembre prolunga il suo contratto fino al 30 giugno 2015. Va poi a segno tre volte in quattro partite. Termina la stagione con 24 presenze e 5 reti.

##### Spezia
Il 15 luglio 2012 passa in prestito con diritto di riscatto allo Spezia, neopromosso in Serie B. Debutta con i liguri il 12 agosto contro il Sorrento (vittoria per 4-1), nella partita valida per il secondo turno di Coppa Italia, giocando titolare e uscendo dal terreno di gioco al posto di Felice Evacuo al 24' della ripresa. Esordisce in campionato il 25 agosto in Spezia-Vicenza (2-1), disputando tutta la partita.
Messo ai margini della rosa durante la prima parte della stagione, il 9 febbraio 2013 torna ad essere impiegato dal tecnico Atzori (l'ultima apparizione risaliva a Spezia-Padova giocata il 23 dicembre), subentrando al 71' nel corso della gara interna vinta contro l'Ascoli (4-3 il finale), con la squadra sotto di tre reti, siglando i due assist per le reti di Sansovini, contribuendo alla vittoria in rimonta dello Spezia. Viene quindi schierato titolare, anche a causa delle assenze per squalifica di Antenucci e Okaka, in Sassuolo-Spezia (3-2) giocata il 16 febbraio, dove segna la sua prima rete in campionato con la maglia delle aquile.
Termina la stagione con una rete in 23 presenze, se si include la Coppa Italia. Il 21 giugno viene riscattato dallo Spezia.

##### Ritorno in Austria
Il 17 luglio 2013 passa a titolo definitivo al Wiener Neustadt, squadra austriaca, con cui firma un contratto valido fino al 2015. Esordisce con la nuova maglia da titolare tre giorni dopo nella partita interna persa 1-5 contro il Salisburgo, valida per la prima giornata di campionato.
Mette a segno la sua prima rete con la squadra biancoblu il 31 agosto contro il Grödig (vittoria per 3-6). Il 21 settembre realizza una doppietta nella trasferta vinta 0-3 contro l'Admira Wacker.

##### Il ritorno al Grosseto
Il 28 agosto 2014 sottoscrive un contratto annuale con il Grosseto. Esordisce in campionato il 7 settembre nella vittoria esterna contro il Teramo. Sua è la rete che sblocca l'incontro, terminato 3-1. Il 27 settembre segna una doppietta ai danni del Forlì.
Il 22 novembre aggancia - al quattordicesimo posto, con 31 centri - Giorgio Barbana, Franco Metrano e Renato Simoni nella classifica dei migliori marcatori di sempre della società toscana. Il 30 novembre raggiunge le 100 presenze in maglia biancorossa.

##### Il secondo ritorno in Austria

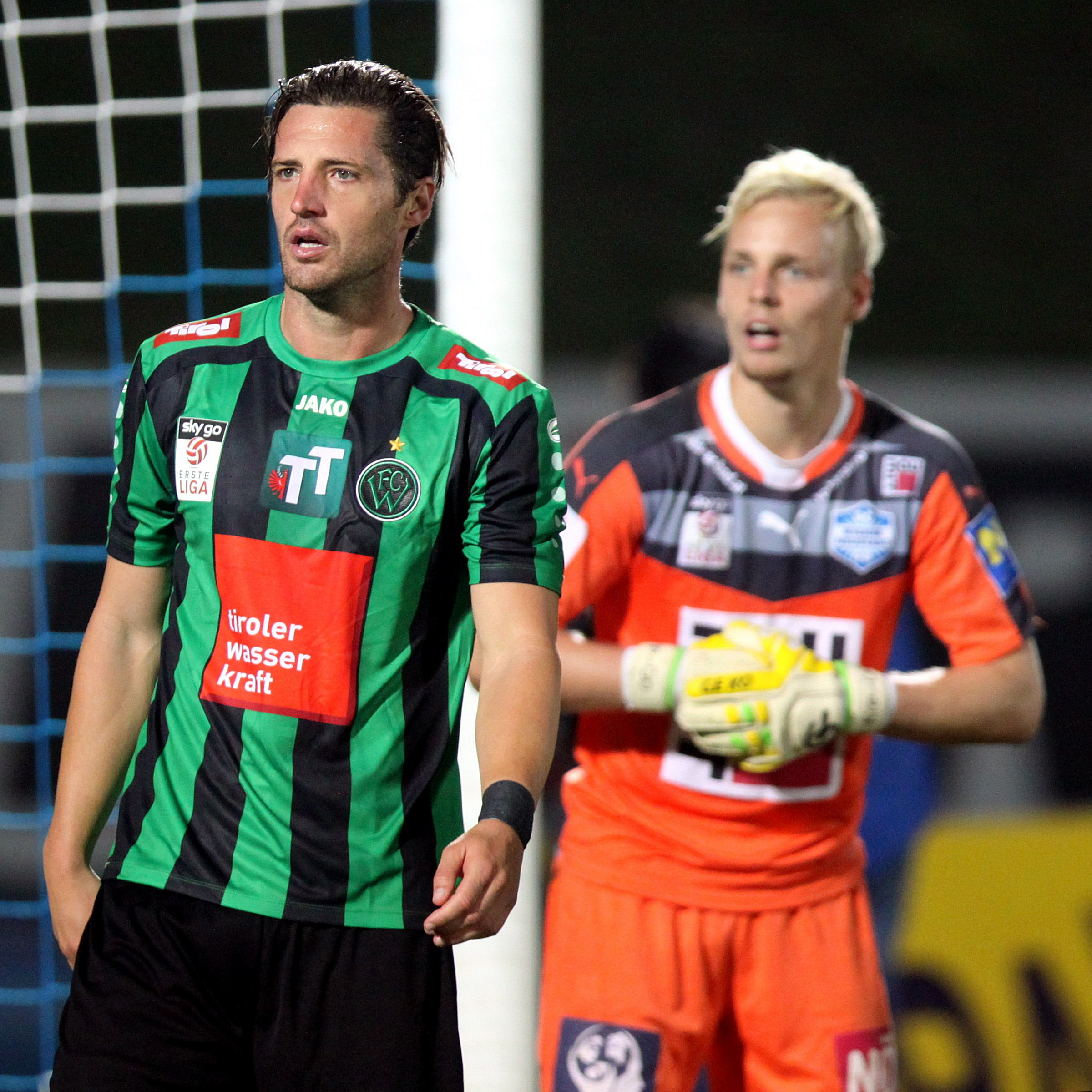
Pichlmann nel corso della sfida disputata contro il Wiener Neustadt.

Il 12 giugno 2015 viene ufficializzato il suo secondo ritorno in patria, al Wacker Innsbruck, con il quale firma un contratto biennale. In seguito al termine del suo contratto con il Wacker Innsbruck si trasferisce allo Schwaz.

#### Nazionale
Il 21 agosto 2002 ha debuttato con l'Under-21 austriaca, subentrando al 56' al posto di Andreas Ivanschitz nell'amichevole persa contro i pari età della Svizzera (1-0 il finale). Scende poi in campo in altre due occasioni contro Moldavia, e Repubblica Ceca, partite valide per gli incontri di qualificazione agli Europei U-21 2004. In precedenza aveva disputato 15 incontri con la selezione Under-18, senza andare a segno.
Esordisce con la nazionale maggiore l'8 febbraio 2005, nell'amichevole persa contro il Cipro ai calci di rigore (5-4 per i padroni di casa), nella partita valida per le semifinali del Torneo di Cipro, subentrando al 36' della ripresa al posto di Christian Mayrleb, segnando uno dei cinque rigori calciati dagli austriaci. Ottiene un'altra presenza il giorno successivo nella finale valevole per il terzo posto persa nuovamente ai rigori contro la Lettonia (1-1 dts, 5-3 dcr).

### Football americano
Dal 2017 gioca come kicker nei Tirol Raiders, coi quali ha vinto la AFL e la CEFL.
È stato convocato nella nazionale austriaca vicecampione dell'Europeo 2018.

## Statistiche

### Presenze e reti nei club
Statistiche aggiornate al 13 aprile 2018.
| Stagione                | Squadra                 | Campionato              | Campionato | Campionato | Coppe nazionali | Coppe nazionali | Coppe nazionali | Coppe continentali | Coppe continentali | Coppe continentali | Altre coppe | Altre coppe | Altre coppe | Totale | Totale |
| Stagione                | Squadra                 | Comp                    | Pres       | Reti       | Camp            | Pres            | Reti            | Camp               | Pres               | Reti               | Comp        | Pres        | Reti        | Pres   | Reti   |
| ----------------------- | ----------------------- | ----------------------- | ---------- | ---------- | --------------- | --------------- | --------------- | ------------------ | ------------------ | ------------------ | ----------- | ----------- | ----------- | ------ | ------ |
| 1999-2000               | Rapid Vienna            | BL                      | 2          | 0          | CA              | 0               | 0               | -                  | -                  | -                  | -           | -           | -           | 2      | 0      |
| 2000-2001               | First Vienna            | EL                      | 19+2       | 5+1        | CA              | 1               | 0               | -                  | -                  | -                  | -           | -           | -           | 22     | 6      |
| 2001-2002               | Leoben                  | EL                      | 21         | 2          | CA              | 0               | 0               | -                  | -                  | -                  | -           | -           | -           | 21     | 2      |
| 2002-2003               | Leoben                  | EL                      | 32         | 17         | CA              | 1               | 1               | -                  | -                  | -                  | -           | -           | -           | 33     | 18     |
| 2003-gen. 2004          | Leoben                  | EL                      | 8          | 3          | CA              | 0               | 0               | -                  | -                  | -                  | -           | -           | -           | 8      | 3      |
| Totale Leoben           | Totale Leoben           | Totale Leoben           | 61         | 22         |                 | 1               | 1               |                    | -                  | -                  |             | -           | -           | 62     | 23     |
| gen.-giu. 2004          | Pasching                | BL                      | 18         | 2          | CA              | 1               | 0               | -                  | -                  | -                  | -           | -           | -           | 19     | 2      |
| 2004-2005               | Pasching                | BL                      | 27         | 7          | CA              | 1               | 0               | -                  | -                  | -                  | -           | -           | -           | 28     | 7      |
| 2005-2006               | Pasching                | BL                      | 32         | 10         | CA              | 3               | 0               | CU                 | 2                  | 0                  | -           | -           | -           | 37     | 10     |
| Totale Pasching         | Totale Pasching         | Totale Pasching         | 77         | 19         |                 | 5               | 0               |                    | 2                  | 0                  |             | -           | -           | 84     | 19     |
| 2006-2007               | Austria Vienna          | BL                      | 23         | 3          | CA              | 3               | 2               | UCL+CU             | 2+4                | 0                  | -           | -           | -           | 32     | 5      |
| 2007-gen. 2008          | Austria Vienna          | BL                      | 1          | 0          | -               | -               | -               | CU                 | 0                  | 0                  | -           | -           | -           | 1      | 0      |
| Totale Austria Vienna   | Totale Austria Vienna   | Totale Austria Vienna   | 24         | 3          |                 | 3               | 2               |                    | 6                  | 0                  |             | -           | -           | 33     | 5      |
| 2007                    | Austria Vienna II       | EL                      | 4          | 2          | -               | -               | -               | -                  | -                  | -                  | -           | -           | -           | 4      | 2      |
| gen.-giu. 2008          | Grosseto                | B                       | 14         | 3          | CI              | -               | -               | -                  | -                  | -                  | -           | -           | -           | 14     | 3      |
| 2008-2009               | Grosseto                | B                       | 39+1       | 12         | CI              | 2               | 0               | -                  | -                  | -                  | -           | -           | -           | 42     | 12     |
| 2009-2010               | Grosseto                | B                       | 26         | 10         | CI              | 2               | 1               | -                  | -                  | -                  | -           | -           | -           | 28     | 11     |
| ago. 2010               | Grosseto                | B                       | 2          | 0          | CI              | 0               | 0               | -                  | -                  | -                  | -           | -           | -           | 2      | 0      |
| ago. 2010-2011          | Verona                  | 1D                      | 29         | 7          | CI+CI-LP        | 0               | 0               | -                  | -                  | -                  | -           | -           | -           | 29     | 7      |
| 2011-2012               | Verona                  | B                       | 20+2       | 5          | CI              | 2               | 0               | -                  | -                  | -                  | -           | -           | -           | 24     | 5      |
| Totale Verona           | Totale Verona           | Totale Verona           | 49+2       | 12         |                 | 2               | 0               |                    | -                  | -                  |             | -           | -           | 53     | 12     |
| 2012-2013               | Spezia                  | B                       | 21         | 1          | CI              | 2               | 0               | -                  | -                  | -                  | -           | -           | -           | 23     | 1      |
| 2013-2014               | Wiener Neustadt         | BL                      | 34         | 10         | CA              | 1               | 0               | -                  | -                  | -                  | -           | -           | -           | 35     | 10     |
| ago. 2014               | Wiener Neustadt         | BL                      | 5          | 0          | CA              | 1               | 2               | -                  | -                  | -                  | -           | -           | -           | 6      | 2      |
| Totale Wiener Neustadt  | Totale Wiener Neustadt  | Totale Wiener Neustadt  | 39         | 10         |                 | 2               | 2               |                    | -                  | -                  |             | -           | -           | 41     | 12     |
| ago. 2014-2015          | Grosseto                | LP                      | 32         | 10         | CI-LP           | -               | -               | -                  | -                  | -                  | -           | -           | -           | 32     | 10     |
| Totale Grosseto         | Totale Grosseto         | Totale Grosseto         | 113+1      | 35         |                 | 4               | 1               |                    | -                  | -                  |             | -           | -           | 118    | 36     |
| 2015-2016               | Wacker Innsbruck        | EL                      | 32         | 20         | CA              | 1               | 0               | -                  | -                  | -                  | -           | -           | -           | 33     | 20     |
| 2016-2017               | Wacker Innsbruck        | EL                      | 17         | 4          | CA              | 1               | 0               | -                  | -                  | -                  | -           | -           | -           | 18     | 4      |
| Totale Wacker Innsbruck | Totale Wacker Innsbruck | Totale Wacker Innsbruck | 49         | 24         |                 | 2               | 0               |                    | -                  | -                  |             | -           | -           | 51     | 24     |
| 2017-2018               | Schwaz                  | RL                      | 21         | 11         | CA              | 1               | 0               | -                  | -                  | -                  | -           | -           | -           | 22     | 11     |
| Totale carriera         | Totale carriera         | Totale carriera         | 484        | 142        |                 | 23              | 6               |                    | 8                  | 0                  |             | -           | -           | 515    | 148    |

### Cronologia presenze e reti in nazionale
| Cronologia completa delle presenze e delle reti in nazionale ― Austria | Cronologia completa delle presenze e delle reti in nazionale ― Austria | Cronologia completa delle presenze e delle reti in nazionale ― Austria | Cronologia completa delle presenze e delle reti in nazionale ― Austria | Cronologia completa delle presenze e delle reti in nazionale ― Austria | Cronologia completa delle presenze e delle reti in nazionale ― Austria | Cronologia completa delle presenze e delle reti in nazionale ― Austria | Cronologia completa delle presenze e delle reti in nazionale ― Austria |
| Data                                                                   | Città                                                                  | In casa                                                                | Risultato                                                              | Ospiti                                                                 | Competizione                                                           | Reti                                                                   | Note                                                                   |
| ---------------------------------------------------------------------- | ---------------------------------------------------------------------- | ---------------------------------------------------------------------- | ---------------------------------------------------------------------- | ---------------------------------------------------------------------- | ---------------------------------------------------------------------- | ---------------------------------------------------------------------- | ---------------------------------------------------------------------- |
| 8-2-2005                                                               | Limassol                                                               | Cipro                                                                  | 1 – 1 dts (5 – 4 dtr)                                                  | Austria                                                                | Torneo di Cipro 2005 - Semifinale                                      | -                                                                      | 81’                                                                    |
| 9-2-2005                                                               | Limassol                                                               | Austria                                                                | 1 – 1 dts (3 – 5 dtr)                                                  | Lettonia                                                               | Torneo di Cipro 2005 - Finale 3º posto                                 | -                                                                      | 79’                                                                    |
| Totale                                                                 |                                                                        | Presenze                                                               | 2                                                                      |                                                                        | Reti                                                                   | 0                                                                      |                                                                        |

## Palmarès

### Calcio

#### Club

##### Competizioni nazionali
- Coppa d'Austria: 1

Austria Vienna: 2006-2007

#### Individuale
- Capocannoniere della Erste Liga: 1

2015-2016 (20 gol)

### Football americano

#### Club

##### Competizioni nazionali
- AFL

Tirol Raiders: 2017, 2018

##### Competizioni internazionali
- CEFL

Tirol Raiders: 2017, 2018
- IFAF Europe Superfinal

Tirol Raiders: 2018

#### Nazionale
- Campionato europeo

Secondo posto nel 2018